# Uganik Island
Uganik Island ist eine Insel des Kodiak-Archipels in Alaska in den Vereinigten Staaten. Sie liegt in einer Bucht auf der Westseite von Kodiak Island. Die Insel ist 156,7 km² groß und unbewohnt. Zwischen Juni und September ist Uganik die Heimat von Lachsfischern, die entlang der Strände ihre Lager aufschlagen. Jagen und Fischen ist auf ihr nur saisonal und mit einer speziellen Lizenz erlaubt. Die Insel gehört zum Kodiak National Wildlife Refuge. 